# NTSC

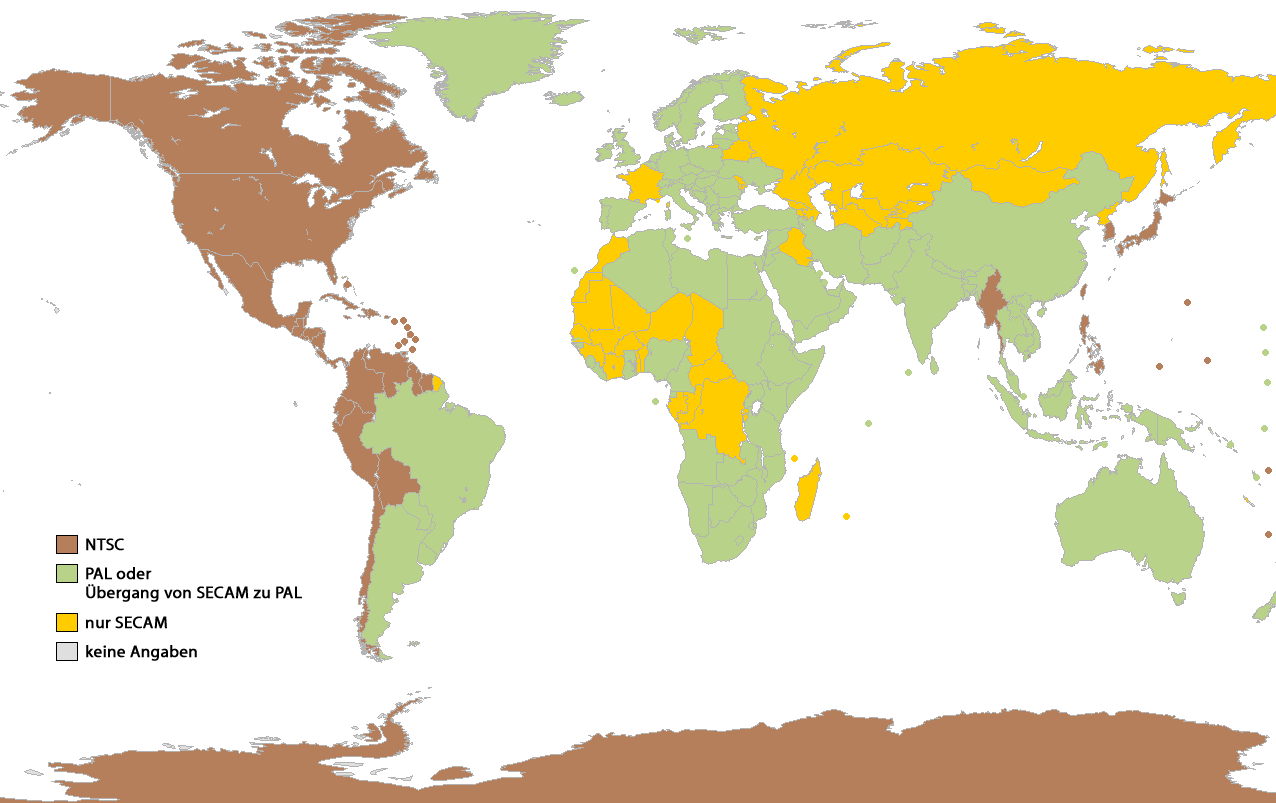
Utbredningen av NTSC (brunt), PAL (grönt) och SECAM (gult).

NTSC, av  National Television Systems Committee, är beteckningen på den standard för analog färg-TV som kom i början av 1950-talet och som används i USA, Kanada samt i vissa asiatiska och sydamerikanska länder.
Beteckningen är uppkallad efter gruppen som ursprungligen utvecklade det svartvita tv-systemet och senare färg-tv-systemet som används i USA, Japan och flera andra länder. En NTSC-bild består av 525 sammanflätade linjer och visas med en hastighet av 29,97 bilder per sekund.
NTSC kan även, skämtsamt, utläsas backronymt som Never Twice the Same Color eller Never The Same Colour, vilket syftar på den känslighet för fasförskjutning som systemet dras med.
Europa misslyckades 1967 med att enas om ett enda färg-TV-system: större delen av Västeuropa valde PAL medan Frankrike och Östeuropa valde SECAM.